# Mabea jefensis
Mabea jefensis är en törelväxtart som beskrevs av Michael J. Huft. Mabea jefensis ingår i släktet Mabea och familjen törelväxter.
Artens utbredningsområde är Panamá. Inga underarter finns listade i Catalogue of Life.